# Josef Seliger

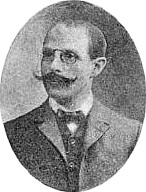
Josef Seliger (1910)

Josef Emilian Seliger (* 16. Februar 1870 in Schönborn bei Reichenberg, Böhmen; † 18. Oktober 1920 in Teplitz-Schönau, Tschechoslowakei) war ein deutschböhmischer sozialdemokratischer Politiker.
Der Textilarbeiter betätigte sich als Gewerkschaftssekretär und als Redakteur sozialdemokratischer Zeitungen in Nordböhmen. Er war von 1907 bis 1918 SDAP-Abgeordneter zum österreichischen Reichsrat. Nach dem Zerfall Österreich-Ungarns war er 1918/19 Mitglied der Provisorischen Nationalversammlung für Deutschösterreich und Landeshauptmann-Stellvertreter der kurzlebigen Provinz Deutschböhmen. 
Als er aufgrund des Vertrages von Saint-Germain, der die deutschsprachigen Gebiete Böhmens und Mährens der Tschechoslowakei zuschlug, im Jahr 1919 aus dem Wiener Parlament ausscheiden musste, wurde er zum ersten Vorsitzenden der Deutschen sozialdemokratischen Arbeiterpartei in der Tschechoslowakischen Republik (DSAP) gewählt. 1920 wurde er zum Abgeordneten der Nationalversammlung in Prag gewählt, wo er dem Abgeordnetenklub der DSAP vorstand.

## Leben
Seliger wuchs im mehrheitlich deutschsprachigen Teil Nordböhmens auf, das damals zur österreichischen Reichshälfte der Habsburgermonarchie gehörte. Der gelernte Weber und Tuchmachergehilfe war ab 1893 Angestellter des Arbeiter-Konsumvereins in Teplitz, später dessen Aufsichtsratsmitglied und während des Ersten Weltkriegs dessen Obmann. Ab 1894 war er Redakteur der in Teplitz erscheinenden sozialdemokratischen Zeitung Volksstimme, ab 1896 der Freiheit. Ebenfalls 1894 gehörte Seliger zu den Gründern des Fachvereins der Textilarbeiter in Teplitz und wurde deren erster Obmann. Neben seiner Redakteurstätigkeit war er von 1897 bis 1920 Obmann der Bezirkskrankenkasse Teplitz-Schönau. Auf dem historischen Parteitag der österreichischen Sozialdemokratie im Jahre 1899 in Brünn erläuterte er als Referent des Parteivorstands (unter Victor Adler) das auf dem Parteitag verabschiedete Brünner Nationalitätenprogramm. 
Seliger wurde 1905 Mitglied der böhmischen Landesparteileitung und 1907 Landesvertrauensmann und Vorsitzender der deutschen Sozialdemokratie in Böhmen. Nach Einführung des allgemeinen Männerwahlrechts wurde er in den Jahren 1907 und 1911 als Vertreter des Wahlbezirks Böhmen 110 (Landgemeinden im Gerichtsbezirk Teplitz) in das Abgeordnetenhaus des österreichischen Reichsrats gewählt. Dort saß er im Klub der deutschen Sozialdemokraten, der bis 1911 mit den Sozialdemokraten anderer Nationalitäten den Verband der sozialdemokratischen Abgeordneten bildete. Im Parlament tat sich Seliger als Experte in Verfassungs- und Haushaltsfragen hervor. Bei Ausbruch des Ersten Weltkriegs 1914 verteidigte er die Burgfriedenspolitik, die der linke Flügel der Partei ablehnte. Im Jahr 1918 war er zeitweise Klubobmann.
Beim Zerfall der Habsburgermonarchie am Ende des Ersten Weltkriegs bemühte sich Seliger – an der Seite deutschnationaler Abgeordneter wie Raphael Pacher und Rudolf Lodgman von Auen – vergeblich, die deutschsprachigen Teile Böhmens an den im November 1918 ausgerufenen Staat Deutschösterreich anzuschließen, der sich als Teil der neuen deutschen Republik etablieren wollte. Er gehörte der Provisorischen Nationalversammlung für Deutschösterreich an, welcher ihn in den die Vollzugsgewalt ausübenden Staatsrat entsandte. In der Regierung der nur wenige Wochen bestehenden Provinz Deutschböhmen mit Sitz in Reichenberg war er Landeshauptmann-Stellvertreter. 
Nachdem der Anschluss Deutschböhmens und -mährens an die Tschechoslowakei durch den Vertrag von Saint-Germain im September 1919 endgültig geworden war, gründete sich in Teplitz-Schönau die Deutsche sozialdemokratische Arbeiterpartei in der Tschechoslowakischen Republik (DSAP), zu deren erstem Vorsitzenden Seliger gewählt wurde. Bei der ersten tschechoslowakischen Parlamentswahl im April 1920 war die DSAP mit rund 690.000 Stimmen (11,1 Prozent) die stärkste unter den Parteien der deutschen Minderheit und Seliger zog in das Abgeordnetenhaus der tschechoslowakischen Nationalversammlung ein. Sein Tod im Alter von 50 Jahren nur wenige Tage nach dem zweiten Parteitag, der 1920 in Karlsbad stattfand, bedeutete für die Partei einen schweren Verlust. Sein Nachfolger an der Parteispitze war Ludwig Czech.

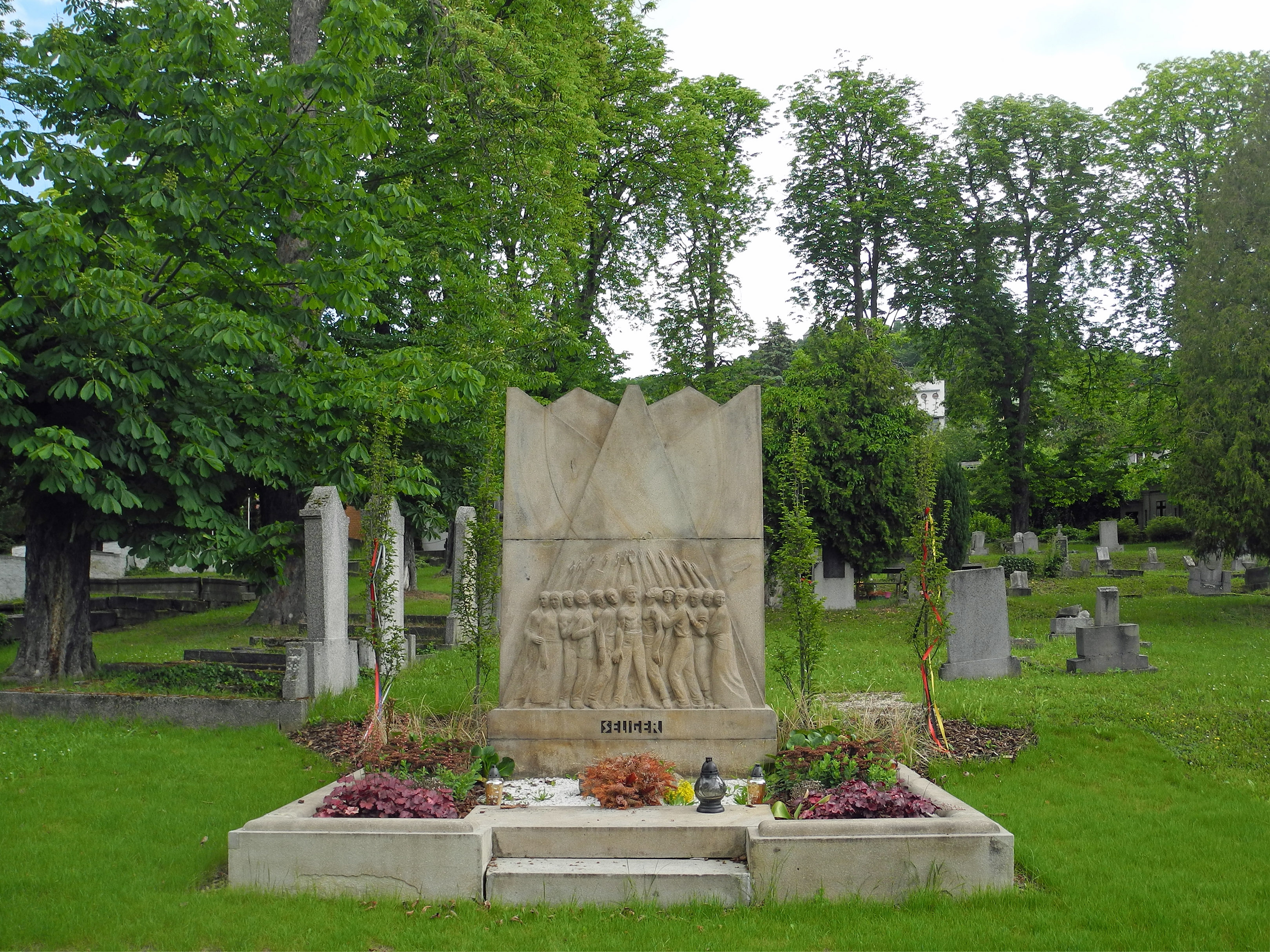
Grabstätte von Josef Seliger

Sein Grab befindet sich auf dem Alten Schönauer Friedhof in Bystřany (Wisterschan) bei Teplice und wird durch einen großen Sandsteinblock markiert (Entwurf: Johannes Watzal).

## Ehrungen
Die 1951 gegründete „Gesinnungsgemeinschaft sudetendeutscher Sozialdemokraten“ innerhalb der Sudetendeutschen Landsmannschaft nennt sich Seliger-Gemeinde.
In der Gemeinde Ottobrunn bei München gibt es eine „Josef-Seliger-Siedlung“. Ihr Bau wurde 1952 von der Gemeinnützigen Flüchtlings-Bau- und Siedlungsgenossenschaft e. GmbH Ottobrunn begonnen, die von überwiegend deutschböhmischen Heimatvertriebenen gegründet worden war.
Das Archiv der sudetendeutschen Sozialdemokratie, seit 1989 als ein gesonderter Teil-Bestand bei der Friedrich-Ebert-Stiftung gelagert, ist ihm zu Ehren „Seliger-Archiv“ benannt; bis in die 1970er Jahre gab es einen gleichnamigen Verlag in Stuttgart.
Aus Anlass des 130. Geburtstages des Politikers wurde am 16. März 2000 in der Siedlung der Heimatvertriebenen (Seliger-Siedlung) in Wien, 10. Bezirk, Sapphogasse 20, durch die Seliger-Gemeinde eine Gedenktafel enthüllt. Hier heißt es u. a.:

„er war einer der bedeutendsten sudetendeutschen Sozialdemokraten, der gemeinsam mit den anderen sudetendeutschen Parteien am 4. März 1919 zu einem Generalstreik aufrief, um für das Selbstbestimmungsrecht und den Verbleib bei Österreich einzutreten.“